# Sorin Coliban

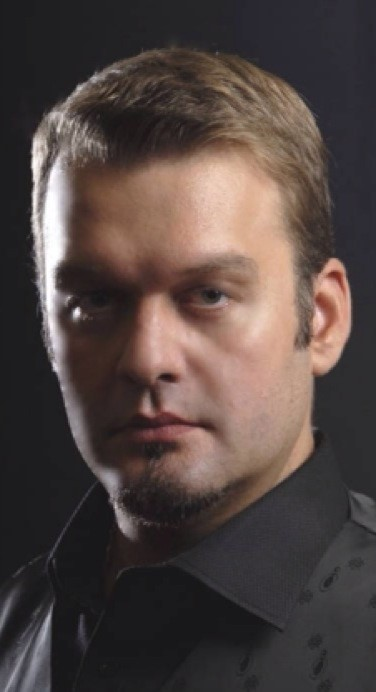
Sorin Coliban

Sorin Coliban (geboren 1971 in Bukarest)  ist ein rumänischer Opernsänger der Stimmlage Bassbariton. Er gehörte elf Jahre dem Ensemble der Wiener Staatsoper an.

## Leben und Wirken

### Ausbildung und Opernkarriere
Sorin Coliban wirkte bereits als Kind in mehreren Produktionen der Oper Bukarest im Kinderchor mit. Sein Gesangsstudium absolvierte er an der Musikakademie Bukarest bei Maria Slătinaru, Dorin Teodorescu und Iulian Baiasu. Nach seinem Abschluss im Jahr 1995 setzte er seine Studien bis 2001 bei Georgeta Balan fort. Zudem belegte er Meisterklassen bei Ileana Cotrubaș und studierte 2001 an der Accademia Rossiniana in Pesaro.
Coliban debütierte in der Titelpartie des Don Giovanni in Athen und wurde an Opernhäuser in Europa und Amerika eingeladen, zum Beispiel an das Londoner Royal Opera House, an die Opéra Bastille sowie das Palais Garnier und das Théâtre du Châtelet in Paris, die Opéra de Monte Carlo, die Bayerische Staatsoper, die Deutsche Oper am Rhein in Düsseldorf, die San Francisco Opera, nach Santiago de Chile und zum Rossini Opera Festival Pesaro. Weitere Stationen seiner Karriere waren die Israeli Opera in Tel Aviv und das Opernhaus Bukarest, Stadttheater Klagenfurt, Musiktheater Linz, Theater Basel, Luzerner Theater, die Opéra de Lausanne und das Theater St. Gallen. In Luzern verkörperte er die Titelfigur in Salvatore Sciarrinos Macbeth, einer Oper des 21. Jahrhunderts. 2002 zählte er zur Besetzungsliste der Tosca-Verfilmung mit Angela Gheorghiu, Roberto Alagna und Ruggero Raimondi.
Von 2004 bis 2009 war er Ensemblemitglied der Wiener Volksoper und sang dort den Komtur in Don Giovanni, den Don Bartolo in Le nozze di Figaro und den Basilio in Der Barbier von Sevilla. Weiters war er als Eremit in Der Freischütz und als Zuniga in Carmen besetzt, als Friedrich Engel in Der Evangelimann, als Konrad Nachtigall in Die Meistersinger von Nürnberg, als Tommaso in Tiefland, als Timur in Turandot und als Bauer in der Carl-Orff-Oper Die Kluge. Mit der Spielzeit 2009/10 wechselte Coliban an die Wiener Staatsoper, deren Ensemble er elf Jahre angehörte. 2013 sang er Fürst Gremin in Eugen Onegin an der Seite von Anna Netrebko als Tatjana unter der musikalischen Leitung von Andris Nelsons. An der Staatsoper übernahm er zahlreiche Comprimario-Rollen, war aber auch in Hauptrollen präsent – beispielsweise als Landgraf Hermann in Tannhäuser, als Großinquisitor und als Filippo II. in Don Carlos, als Sprecher und als Sarastro in Die Zauberflöte, als Gonzalo in der The-Tempest-Premiere 2016 und als Abimélech in der Samson-et-Dalila-Premiere 2018, weiters in einer Vielzahl an Vorstellungen als Basilio, Don Bartolo, Ramfis und als Monterone in Rigoletto.
Während seiner Wiener Jahre gastierte Coliban beim Festival Mozart di La Coruña, beim Brucknerfest in Linz, den Bregenzer und den Bayreuther Festspielen sowie an der Oper im Steinbruch St. Margarethen. In La Coruña war er 2005 als Komtur zu hören und 2007 als Sarastro. In Bregenz übernahm er 2009 den Ramphis in Aida und den Erzbischof in Karol Szymanovskis Król Roger. In Linz sang er 2011 in halbszenischen Aufführungen den Komtur. Bei den Bayreuther Festspielen debütierte er 2013 in Frank Castorfs Ring-Inszenierung als Fafner in Rheingold und Siegfried. Mit dem Ensemble der Wiener Staatsoper gastierte er 2013 in der Hamburger Laeiszhalle und am Royal Opera House Muscat. In St. Margarethen verkörperte er 2017 den Sparafucile in Rigoletto und 2021 den Timur in Turandot.
Coliban sang unter Leitung von Dirigenten wie zum Beispiel Bertrand de Billy, Richard Bonynge, Riccardo Chailly, James Conlon, Mark Elder, Rafael Frühbeck de Burgos, Daniele Gatti, Waleri Gergijew Bernard Haitink, Marek Janowski, Louis Langrée, Charles Mackerras, Zubin Mehta, Kent Nagano, Seiji Ozawa, Antonio Pappano, Kirill Petrenko, Carlo Rizzi, Donald Runnicles, Leonard Slatkin, Pinchas Steinberg, Sebastian Weigle, Franz Welser-Möst und Alberto Zedda.

### Wirken als Konzertsänger
Coliban ist auch als Konzertsänger tätig. Er übernahm  Bass-Soli in Bachs Johannes- und Matthäus-Passion, in Beethovens 9. Sinfonie, im Oratorium Elias von Mendelssohn-Bartholdy, im Verdi-Requiem sowie im Pater Profundus von Mahlers 8. Sinfonie. Liederabende gab er im Wiener Musikverein, in Paris, Baden-Baden und Bukarest und trat unter anderem im Concertgebouw Amsterdam, in der Berliner Philharmonie, beim George Enescu Festival in Bukarest und beim Lucerne Festival auf sowie in Basel, Bergen, Jerusalem, Lyon und Tokio.

### Rollenspektrum
Colibans Repertoire reicht von Mozart bis in die Gegenwart und umfasst sowohl komische, als auch tragische Rollen, vom lyrischen Bariton (Guglielmo in Così fan tutte) über den Heldenbariton (Titelpartie im Fliegenden Holländer) bis zum tiefen Bass (Komtur, Sarastro, Sparafucile und Großinquisitor).